# Crucea voinicului
Crucea voinicului (Hepatica transsilvanica - Fuss.) este o plantă din familia Ranunculaceae.

## Descriere
Tulpina are 100–200 mm. Are un rizom lung la vârful tulpinii, cu grupe de frunze și flori. Florile au 25–40 mm diametru.

## Răspândire
Crucea voinicului crește prin pădurile și  tufișurile umbroase din Carpații României (endemism).